# Општина Алуниш (Муреш)
Алуниш (рум. Aluniş) општина је у Румунији у округу Муреш.
Oпштина се налази на надморској висини од 462 m.